# Marc Muniesa
Marc Muniesa vagy Marc Muniesa Martínez (Lloret de Mar, Spanyolország, 1992. március 27. –) spanyol labdarúgó, a Lyngby BK játékosa.

## Pályafutása

### Barcelona
Marc Muniesa Martínez 1992-ben született Lloret de Mar-ban, Gironában, Katalóniában. Mikor még csak 15 éves volt a nemzetközi sportsajtó szerint a Chelsea le is akarta igazolni, de végül 2002-ben az FC Barcelona ifjúsági akadémiájához, a La Masia-hoz került. Fokozatosan lépkedett feljebb a ranglétrán, tehetségét az is mutatta, hogy 2009. május 23-án, 17 évesen már játszott a Barcelona nagy csapatában, az Osasuna elleni mérkőzésen. Ezzel a szerepléssel ő lett a második legfiatalabb játékos, aki valaha is szerepelt a Barcelona színeiben. A Manchester United elleni Bajnokok ligája-döntő alkalmával nevezték a cserejátékosok közé. Következő fellépésére 2 évet kellett várni, közben a B csapatban játszott. A Barcelona B csapatában 81 mérkőzésen 4 gólt szerzett.
2011. február 15-én új szerződést írt alá a klubbal, további egy éves hosszabbítással, kivásárlási árát pedig 30 millió euróra emelték. 2012 áprilisában hivatalosan bejelentették, hogy a 2012–13-as szezonra aláírta teljes jogú profi kontraktusát is. 2012. július 24-én a német Hamburger SV elleni felkészülési mérkőzésen elülső keresztszalag-szakadást szenvedett a jobb térdében, ami miatt hat hónapot ki kellett hagynia. Még sérülése előtt a katalán egyesület kölcsön akarta adni a holland Ajax-nak, de a megállapodás nem született meg.

### Stoke City
2013. július 2-án a nyári átigazolási időszakban ingyen igazolt az angol Premier League-ben szereplő Stoke City csapatához és négy évre kötelezte el magát. Augusztus 31-én mutatkozott be a Walsall elleni 3–1-es győzelemmel lezáródó ligakupa-meccsen. November 30-án lépett pályára első alkalommal az angol élvonalban az Everton ellen a Goodison Parkban. A 2013–14-es kiírásban összesen 17 találkozón játszott, a Stoke pedig a 9. helyen zárt a tabellán.
2014. szeptember 23-án szerezte első két találatát a Sunderland ellen sikeresen, 2–1 arányban megvívott ligakupa-találkozón. 2014 decemberében a sérült Marc Wilson helyett, Ryan Shawcross mellett kezdett játszani középhátvédként. Több fontos mérkőzésen is fontos szerepet játszott abban, hogy klubja nem kapott gólt. 2015 februárjában combizom-sérülést szenvedett, ami miatt 6 hétig nem játszott. Az évad utolsó néhány találkozójára felépült és összesen 22 alkalommal szerepelt 2014–15-ös idényben, míg a Stoke újra a 9. lett a Premier League-ben. Az utolsó fordulóban magabiztos, 6–1-es diadalt könyvelhettek el a Liverpool ellen.
2015. augusztus 7-én további négy évvel, 2019-ig meghosszabbította megállapodását a klubbal. A 2016 januárjában a Liverpool ellen a büntetőpárbajban ő és egyik társa, Peter Crouch hibázott, így az ellenfél jutott tovább a ligakupában. A 2015–16-os szezonját több sérülés is beárnyékolta és megint 17 meccsig jutott.
A 2016–17-es évadban csupán kiegészítő embernek számított. November 27-én kapott először lehetőséget a Watford ellen 1–0-ra megnyert összecsapáson. Egy héttel később a Burnley ellen megszerezte legelső PL-gólját, segítve a Stoke-ot a 2–0-s sikerrel záródó mérkőzésen. Az év végéig összesen csak 11 alkalommal lépett pályára, a Stoke City pedig a 13. helyen zárt összetettben.

### Girona
2017. augusztus 11-én a La Ligába újra feljutott Gironához került kölcsönbe. A 2017–18-as spanyol bajnokságban 14-szer volt pályán és az alakulata a középmezőnyben végzett tizedikként. 2018. június 27-én végleg megvásárolták, a különböző hírek szerint negyjából 5 millió euróért cserébe.
2019. augusztus 19-én, miután a Girona kiesett az élvonalból felbontotta szerződését, holott annak lejártáig még két év volt hátra.

### al-Arabi
Ugyanazon a napon, miután kilépett a Gironától a katari ligában (Qatar Stars League) szereplő al-Arabi SC-vel kötött megállapodást.

### A válogatottban
Sokszoros spanyol utánpótlás válogatott, a különböző korosztályos csapatokban mindent egybevetve 27 alkalommal lépett pályára, viszont gólt nem szerzett. 2013-ban megnyerte a Spanyol U21-es válogatottal az Európa-bajnokságot és egyszer 3. lett a 2009-es U17-es világbajnokságon. 2011-ben két alkalommal a Katalán válogatottban is szerepelt.

## Statisztikái

### Klubcsapatokban
2022. szeptember 13-án frissítve.
| Klub                | Szezon           | Liga               | Liga  | Liga | Kupa  | Kupa | Ligakupa | Ligakupa | Egyéb | Egyéb | Összesen | Összesen |
| Klub                | Szezon           | Bajnokság          | Mérk. | Gól  | Mérk. | Gól  | Mérk.    | Gól      | Mérk. | Gól   | Mérk.    | Gól      |
| ------------------- | ---------------- | ------------------ | ----- | ---- | ----- | ---- | -------- | -------- | ----- | ----- | -------- | -------- |
| Barcelona B         | 2009–10          | Segunda División B | 19    | 1    | —     | —    | —        | —        | 2     | 0     | 21       | 1        |
| Barcelona B         | 2010–11          | Segunda División B | 25    | 2    | —     | —    | —        | —        | —     | —     | 25       | 2        |
| Barcelona B         | 2011–12          | Segunda División B | 24    | 1    | —     | —    | —        | —        | —     | —     | 24       | 1        |
| Barcelona B         | 2012–13          | Segunda División B | 11    | 0    | —     | —    | —        | —        | —     | —     | 11       | 0        |
| Barcelona B         | Összesen         | Összesen           | 79    | 4    | —     | —    | —        | —        | 2     | 0     | 81       | 4        |
| Barcelona           | 2008–09          | La Liga            | 1     | 0    | 0     | 0    | —        | —        | 0     | 0     | 1        | 0        |
| Barcelona           | 2009–10          | La Liga            | 0     | 0    | 0     | 0    | —        | —        | 0     | 0     | 0        | 0        |
| Barcelona           | 2010–11          | La Liga            | 0     | 0    | 0     | 0    | —        | —        | 0     | 0     | 0        | 0        |
| Barcelona           | 2011–12          | La Liga            | 1     | 0    | 0     | 0    | —        | —        | 2     | 0     | 3        | 0        |
| Barcelona           | 2012–13          | La Liga            | 0     | 0    | 0     | 0    | —        | —        | 0     | 0     | 0        | 0        |
| Barcelona           | Összesen         | Összesen           | 2     | 0    | 0     | 0    | —        | —        | 2     | 0     | 4        | 0        |
| Stoke City          | 2013–14          | Premier League     | 13    | 0    | 1     | 0    | 3        | 0        | —     | —     | 17       | 0        |
| Stoke City          | 2014–15          | Premier League     | 19    | 0    | 1     | 0    | 2        | 2        | —     | —     | 22       | 2        |
| Stoke City          | 2015–16          | Premier League     | 15    | 0    | 0     | 0    | 2        | 0        | —     | —     | 17       | 0        |
| Stoke City          | 2016–17          | Premier League     | 10    | 1    | 0     | 0    | 1        | 0        | —     | —     | 11       | 1        |
| Stoke City          | Összesen         | Összesen           | 57    | 1    | 2     | 0    | 8        | 2        | —     | —     | 67       | 3        |
| Stoke City U23      | 2016–17          |                    | —     | —    | —     | —    | —        | —        | 3     | 0     | 3        | 0        |
| Stoke City U23      | Összesen         | Összesen           | —     | —    | —     | —    | —        | —        | 3     | 0     | 3        | 0        |
| Girona (kölcsönben) | 2017–18          | La Liga            | 13    | 0    | 1     | 0    | —        | —        | —     | —     | 14       | 0        |
| Girona              | 2018–19          | La Liga            | 19    | 0    | 5     | 0    | —        | —        | —     | —     | 24       | 0        |
| Girona              | Összesen         | Összesen           | 32    | 0    | 6     | 0    | 0        | 0        | 0     | 0     | 38       | 0        |
| al-Arabi            | 2019–20          | Qatar Stars League | 20    | 1    | 8     | 0    | —        | —        | —     | —     | 28       | 1        |
| al-Arabi            | 2020–21          | Qatar Stars League | 20    | 0    | 5     | 0    | —        | —        | —     | —     | 25       | 0        |
| al-Arabi            | 2021–22          | Qatar Stars League | 5     | 0    | 8     | 0    | —        | —        | —     | —     | 13       | 0        |
| al-Arabi            | 2022–23          | Qatar Stars League | 6     | 0    |       |      | —        | —        | —     | —     |          |          |
| al-Arabi            | Összesen         | Összesen           | 51    | 1    | 21    | 0    | 0        | 0        | 0     | 0     | 56       | 1        |
| Karrier összesen    | Karrier összesen | Karrier összesen   | 218   | 6    | 29    | 0    | 8        | 2        | 7     | 0     | 262      | 8        |

1. ↑  Magában foglalja a Segunda División B rájtszásában való pályára lépést is.
2. ↑  Magában foglalja a Bajnokok Ligájában való pályára lépést is.
3. ↑  Magában foglalja az EFL Trophy-n való pályára lépést is.

## Sikerei, díjai

### Klubcsapatokban
- Barcelona
  - Spanyol bajnok: 2008–09
  - Spanyol kupa: 2008–09
  - Spanyol labdarúgó-szuperkupa: 2009, 2010
  - Bajnokok Ligája győztes: 2008–09
  - UEFA-szuperkupa-győztes: 2009

### A válogatottban
- Spanyol U17[42]
  - U17-es labdarúgó-Európa-bajnokság bronzérmes: 2009
- Spanyol U21
  - U21-es labdarúgó-Európa-bajnokság győztes:  2013